# (4063) Эвфорбо
(4063) Эвфорбо (лат. Euforbo, др.-греч. Εὔφορβο) — типичный троянский астероид Юпитера, движущийся в точке Лагранжа L4, в 60° впереди планеты. Астероид был открыт 1 февраля 1989 года астрономами в обсерватории Сан-Витторе и назван в честь одного из героев Троянской войны.

Орбита астероида Эвфорбо и его положение в Солнечной системе
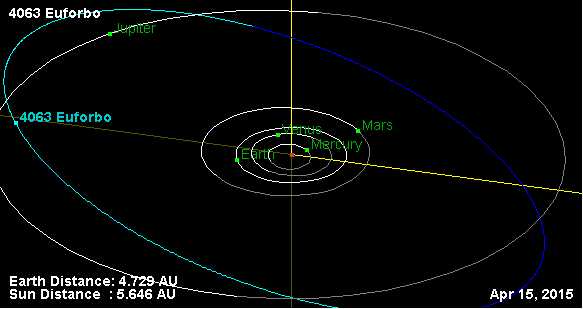
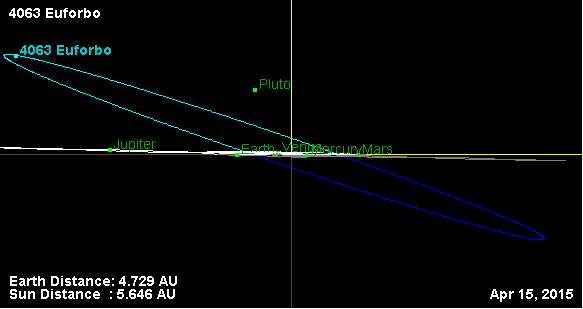

Фотометрические наблюдения, проведённые в 1992 году, позволили получить кривые блеска этого тела, из которых следовало, что период вращения астероида вокруг своей оси равняется 8,841 ± 0,025 часам, с изменением блеска по мере его вращения 0,19 ± 0,01 m.